# Mary Strong Clemens
Mary Strong Clemens (Liberty, Nueva York, 3 de enero de 1873-Brisbane, Queensland, 13 de abril de 1968) fue una botánica y recolectora de flora estadounidense. Nació en Nueva York como Mary Knapp Strong, y, en 1892, se casó con Joseph Clemens, un ministro metodista episcopal.
Era una botánica fanática, recolectando especímenes diligentemente durante su vida, en partes remotas de Filipinas, Borneo, China, Australia y Nueva Guinea. Su última parte de vida, la ocupó en Australia, donde falleció en Brisbane, Queensland.

## Biografía
La pareja, viviendo en Filipinas, de 1905 a 1907, Mary hizo viajes extensos a través de Luzon y Mindanao. Después de la jubilación del marido, este fue su asistente; y, la pareja trabajó como un equipo profesional, dedicándose exclusivamente a recolectar especímenes botánicos. Normalmente Mary recolectaba las plantas mientras Joseph las secaba y preparaba para embarcar.
Entre la primera y la Segunda Guerra Mundial, la pareja visitó las provincias chinas de Hebei y Shandong, así como Indochina, Borneo Septentrional británico, Sarawak, Java y Singapur. Especialmente notable fue su visita al Monte Kinabalu en el norte de Borneo en 1915, y otra vez entre 1931 a 1934, donde acumularon las mayores colecciones de plantas jamás hechas de esa montaña.
En agosto de 1935 fueron al Territorio de Nueva Guinea Bajo Mandato, donde Joseph murió en enero de 1936 de envenenamiento alimentario de carne de jabalí contaminado. Mary continuó trabajando allí hasta que diciembre 1941 cuando fue obligatoriamente evacuada a Australia debido a la inminente guerra.
Mary Clemens restringió su trabajo botánico en Australia, al Estado de Queensland; y, realizaba viajes de campo a Charleville (1945), distrito de Jericho (1946), área de Mackay (1947), distrito de Maryborough  (1948), a Ingham y Tully en Queensland del norte (1949). En 1950, se rompió la cadera y marcó el fin de sus viajes de campo. Continuó trabajando en el Herbario Queensland hasta principios de los 1960s. Falleció pacíficamente el 13 de abril de 1968, a los 95 años.